# Warwick (Massachusetts)
Pour les articles homonymes, voir Warwick.
Warwick est une ville du comté de Franklin dans l’État du Massachusetts.
Elle a été incorporée en 1763.
Sa population était de 780 habitants en 2020.